# Équipe du Kazakhstan de futsal FIFA
Maillots
L'équipe du Kazakhstan de futsal est une équipe nationale de futsal qui représente le Kazakhstan aux compétitions internationales.
Investissements privés et afflux de joueurs brésiliens ont permis à cette discipline, populaire dans toute l'ex-URSS, de trouver un terreau particulièrement favorable dans ce pays d'Asie centrale.

## Histoire

### Débuts
La sélection kazakhe dispute sa première Coupe du monde en 2000 au Guatemala. Mais la compétition s'ouvre par une lourde défaite 12-1 face au tenant du titre brésilien et se referme sans victoire. Début 2021, ancien joueur devenu cinéaste, Ermek Toursounov se souvient de l'ingérence des politiques, notamment du président de la Fédération de football, Rakhat Aliev, alors le gendre du chef de l’État, Noursoultan Nazarbaïev : « Ils ont changé le staff, nous ont fait prendre certains joueurs, en laisser d'autres à la maison. On est allé à une Coupe du monde avec une équipe qui avait à peine joué ensemble ».

### Joueurs brésiliens et amélioration des résultats
Le Brésil, qui infligea au Kazakhstan une humiliation lors de ses débuts en Coupe du monde, lui permit ensuite de progresser grâce à la naturalisation de brésiliens.
Le tournant est une victoire en 2015 sur les géants portugais en match de qualification pour le Mondial 2016.
Elle participe au championnat d'Europe de futsal 2016 en Serbie et à la Coupe du monde de futsal de 2016 en Colombie.
Début 2021, l'équipe est à la septième place du classement mondial.

## Palmarès

### Titres et trophées
- Coupe du monde de futsal FIFA
  - 4e place : 2021

- Championnat d'Asie
  - Finaliste : 2000
  - 3e place : 1999

- Championnat d'Europe
  - 3e place : 2016
  - 4e place : 2018

### Participations aux grandes compétitions

#### Coupe du monde
| Année | Tour             | J            | G            | N            | P            | Bp           | Bc           |
| ----- | ---------------- | ------------ | ------------ | ------------ | ------------ | ------------ | ------------ |
| 1996  | Non qualifié     | Non qualifié | Non qualifié | Non qualifié | Non qualifié | Non qualifié | Non qualifié |
| 2000  | Phase de groupes | 3            | 0            | 0            | 3            | 8            | 24           |
| 2004  | Non qualifié     | Non qualifié | Non qualifié | Non qualifié | Non qualifié | Non qualifié | Non qualifié |
| 2008  | Non qualifié     | Non qualifié | Non qualifié | Non qualifié | Non qualifié | Non qualifié | Non qualifié |
| 2012  | Non qualifié     | Non qualifié | Non qualifié | Non qualifié | Non qualifié | Non qualifié | Non qualifié |
| 2016  | 8e de finale     | 4            | 2            | 0            | 2            | 15           | 7            |
| 2021  | 4e place         | 7            | 4            | 2            | 1            | 24           | 11           |
| 2024  | Quart de finale  | 5            | 3            | 1            | 1            | 18           | 9            |
| Total | 4/8              | 19           | 9            | 3            | 7            | 65           | 51           |

#### Championnat d'Asie
| Année | Tour            | J  | G | N | P | Bp | Bc |
| ----- | --------------- | -- | - | - | - | -- | -- |
| 1999  | 3e place        | 5  | 3 | 0 | 2 | 17 | 18 |
| 2000  | Finaliste       | 5  | 3 | 1 | 1 | 36 | 16 |
| 2001  | Quart de finale | 5  | 3 | 1 | 1 | 24 | 8  |
| Total | 3/3             | 15 | 9 | 2 | 4 | 77 | 42 |

#### Championnat d'Europe
| Année | Tour            | J            | G            | N            | P            | Bp           | Bc           |              |
| ----- | --------------- | ------------ | ------------ | ------------ | ------------ | ------------ | ------------ | ------------ |
| 2005  | Non qualifié    | Non qualifié | Non qualifié | Non qualifié | Non qualifié | Non qualifié | Non qualifié | Non qualifié |
| 2007  | Non qualifié    | Non qualifié | Non qualifié | Non qualifié | Non qualifié | Non qualifié | Non qualifié | Non qualifié |
| 2010  | Non qualifié    | Non qualifié | Non qualifié | Non qualifié | Non qualifié | Non qualifié | Non qualifié | Non qualifié |
| 2012  | Non qualifié    | Non qualifié | Non qualifié | Non qualifié | Non qualifié | Non qualifié | Non qualifié | Non qualifié |
| 2014  | Non qualifié    | Non qualifié | Non qualifié | Non qualifié | Non qualifié | Non qualifié | Non qualifié | Non qualifié |
| 2016  | 3e place        | 5            | 3            | 0            | 2            | 18           | 13           |              |
| 2018  | 4e place        | 5            | 2            | 2            | 1            | 14           | 9            |              |
| 2022  | Quart de finale | 4            | 2            | 1            | 1            | 17           | 12           |              |
| Total | 3/8             | 14           | 7            | 3            | 4            | 49           | 34           |              |

## Personnalités

### Sélectionneurs
Le sélectionneur du Kazakhstan Paulo Ricardo Kaka est Brésilien, comme son prédécesseur Cacau.

### Joueurs
Joueur le plus capé et capitaine de la sélection, Dinmoukhambet Souleïmenov vit quasiment tous les épisodes marquants du futsal kazakh.
L'équipe comprend une bonne part de Brésiliens naturalisés, dont quelques stars. Leo Higuita, connu pour son jeu au pied et élu trois fois gardien de l'année aux Futsal Planet Awards, et l'attaquant Douglas Junior, principalement. Tous deux sont arrivés au Kazakhstan grâce à Kaïrat Orazbekov, riche homme d'affaires fondateur de l'AFC Kairat qui envoie régulièrement ses recruteurs en Amérique du Sud trouver des joueurs.
Début 2021, le capitaine français Djamel Haroun déclare « Même s'ils ont utilisé la naturalisation pour pouvoir être sur le devant de la scène et gagner des titres, ils ont permis à beaucoup de Kazakhs de passer un palier, d'être formés sportivement sur le futsal ».